# Torsades de pointes
Torsades de pointes (o simplemente torsades) es un término francés que literalmente significa «torsión de puntas». Lo describió François Dessertenne en 1966 y se refiere a una taquicardia ventricular específica que muestra características claramente reconocibles en el electrocardiograma (ECG).

## Clínica
El ECG en las torsades manifiesta una taquicardia ventricular rápida y polimórfica con característicos giros del complejo QRS en torno a la línea isoeléctrica. Se asocia con una caída de la tensión arterial, que puede incluso producir síncope. Usualmente termina espontáneamente, pero puede degenerar en una fibrilación ventricular que puede conducir a la muerte súbita en ausencia de intervención médica. Está asociado con síndrome del QT largo, una condición en la que existe un intervalo QT prolongado en el ECG.

## Tratamiento
El tratamiento de la taquicardia tipo torsades de pointes depende del estado hemodinámico del paciente. En un paciente sin pulso, se deben iniciar maniobras de reanimación cardiopulmonar. Por el contrario, si el paciente tiene pulso, debe establecerse si hay inestabilidad clínica, en cuyo caso el tratamiento es la cardioversión, a la vez que se inicia manejo farmacológico. En los pacientes estables el tratamiento inicial es farmacológico. La evidencia está a favor de la utilización de sulfato de magnesio endovenoso (2 g/10 ml de D/A5% pp IV en 5-10min).